# عزیزبک حیدروف
عزیزبک حیدروف (انگلیسی: Azizbek Haydarov؛ زادهٔ ۸ ژوئیهٔ ۱۹۸۵) بازیکن فوتبال اهل ازبکستان است که در پست هافبک برای باشگاه فوتبال الشباب بازی می‌کند.
از باشگاه‌هایی که در آن بازی کرده‌است می‌توان به باشگاه فوتبال لوکوموتیو تاشکند، باشگاه فوتبال الشباب امارات، و باشگاه فوتبال بنیادکار اشاره کرد.
وی همچنین سابقه ۶۲ بازی ملی برای تیم ملی فوتبال ازبکستان در کارنامه دارد.